# 内蒙古自治区东部区行政公署
内蒙古自治区东部区行政公署为1953年2月在乌兰浩特成立。4月1日内蒙古自治区撤销呼纳盟、兴安盟和哲里木盟，原所辖旗县市由东部区行政公署直接领导。

## 历史沿革
设立东部区行政公署的背景是1949年11月，自治区机关从乌兰浩特迁至张家口。1952年8月，自治区机关张家口移至绥远省归绥市，绥远省与内蒙古自治区合署办公，随后于1954年1月1日省区合并，撤销绥远省。
1952年12月在乌兰浩特成立了东部区行政公署卫生厅，统管呼伦贝尔盟、兴安盟、哲里木盟、昭乌达盟的卫生行政管理工作，并兼管设在东部地区的内蒙古自治区医院（驻乌兰浩特）、内蒙古卫生学校（驻乌兰浩特）、内蒙古地方病防治所（驻扎兰屯）、鼠疫防治所（驻通辽）、扎兰屯结核病院、阿尔山温泉疗养院等直属卫生事业单位。东部区行政公署卫生厅编制40人，内设医疗预防、卫生防疫、妇幼卫生、教育、计划财务、人事6科和办公室。东部区行政公署卫生厅成立后，哲里木盟、兴安盟卫生处撤销，人员编归并于卫生厅。
1953年1月23日内蒙古自治区人民政府决定，撤销东部呼纳、兴安、哲里木等盟，保留昭乌达盟，合并成立内蒙古东部行政公署。2月1日，内蒙古东部行政公署在乌兰浩特市成立，王铎兼任行署主任，赵云驶、那钦双和尔任副主任。 王铎任中共内蒙古东部区委员会书记。王逸伦任中共内蒙古东部区委员会副书记。沈新发任中共内蒙古东部区委员会副书记、组织部长。潮洛濛任中共内蒙古东部区委员会宣传部长。乌如喜业勒图任中共内蒙古东部区委员会统战部长。齐永存任中共内蒙古东部区委员会秘书长。林蔚然任中共内蒙古东部区委员会副秘书长。陈炳宇任东部区行署民政厅长。奇峻山任东部区行署财政厅长。周吉任任东部区行署人事局副局长、东部区党委组织部副部长。
1953年5月10日，中央人民政府政务院决定，将通辽市、乌兰浩特市、海拉尔市、满洲里市升格为内蒙古自治区直辖市(地级)，其具体领导工作由东部区行政公署负责。 9月28日，昭乌达盟的扎鲁特旗划归东部行署直接领导。 
1954年4月30日，中央人民政府政务院批准，撤销内蒙古自治区东部区行政公署，将原兴安盟与呼纳盟合并，改为呼伦贝尔盟，盟人民政府设在海拉尔市，辖17个旗县行政单位，即乌兰浩特市、海拉尔市、满洲里市，新巴尔虎左翼旗、新巴尔虎右翼旗(1959年改称新巴尔虎右旗)、陈巴尔虎旗、索伦旗、额尔古纳旗、喜桂图旗、鄂伦春自治旗、莫力达瓦旗、阿荣旗、布特哈旗、科尔沁右翼前旗、扎赉特旗、科尔沁右翼中旗和突泉县；恢复原哲里木盟建制，辖区不变，盟人民政府设在通辽市；昭乌达盟人民政府仍设在林东。以上3个盟人民政府均为一级政权机关，直属内蒙古自治区人民政府领导。乌兰浩特市、海拉尔市、满洲里市、通辽市仍为内蒙古自治区直辖市。1954年5月21日，东部区行政公署正式撤销。